# Herpyllobius elongata
Herpyllobius elongata är en kräftdjursart som beskrevs av Lützen 1967. Herpyllobius elongata ingår i släktet Herpyllobius och familjen Herpyllobiidae. Inga underarter finns listade i Catalogue of Life.